# Mariscal Sucre (Bogotá)
Mariscal Sucre es un barrio del Nororiente de Bogotá, en la localidad de Chapinero, dentro de la UPZ Pardo Rubio.

## Barrios vecinos
Rodeado por el campus de la Pontificia Universidad Javeriana al oeste (por la Avenida Circunvalar, Transversal Cuarta y Calle 39) y los barrios Villas del Cerro y Marly (Bogotá) al norte (calle 45 y calle 51) y El Paraíso (Transversal Primera Este) al oriente.

## Geografía
Enclavado en los cerros orientales, situado en la parte norte del Parque nacional Enrique Olaya Herrera y en el lado oriental de la Pontificia Universidad Javeriana. Sus calles empinadas en forma de pendiente y rodeado de la vegetación de los Cerros Orientales, lo cual lo hace propenso a deslizamientos de roca en invierno.

## Historia
El terreno fue parte de las familias Pardo Rubio y Ferré Amigo, en el cual funcionaban como chircal (lugares donde se extraían la arcilla para los ladrillos). Luego estos lo vendieron para sus obreros que laboraban allí, fundando el barrio en 1953 en honor al héroe de la independencia americana, Antonio José de Sucre. Veinte años después, se construye una sección de la Avenida Circunvalar allí.

## Aspectos socioeconómicos
Barrio netamente residencial con comercio minorista. Muy opacado en cuanto a influencia por las instituciones universitarias que gravitan a su alrededor (La Javeriana y la sede oriental de la Universidad Antonio Nariño).